# Twierdzenie Orego
Twierdzenie Orego – twierdzenie podające warunek wystarczający na to, aby graf miał cykl Hamiltona. Zostało ono sformułowane w roku 1961 przez norweskiego matematyka Øysteina Orego.

## Treść twierdzenia
Jeżeli w grafie prostym {\displaystyle G} o n wierzchołkach, {\displaystyle n>2} zachodzi następująca nierówność:
{\displaystyle \deg(v)+\deg(u)\geqslant n}
dla każdej pary niepołączonych bezpośrednio krawędzią wierzchołków {\displaystyle u} i {\displaystyle v} (tj. takich, że {\displaystyle \{v,u\}\notin E(G)}), to graf {\displaystyle G} posiada cykl Hamiltona.

## Wersja twierdzenia z drogą Hamiltona
Jeżeli w grafie prostym {\displaystyle G} o n wierzchołkach, {\displaystyle n>2} zachodzi następująca nierówność:
{\displaystyle \deg(v)+\deg(u)\geqslant n-1}
dla każdej pary niepołączonych bezpośrednio krawędzią wierzchołków {\displaystyle u} i {\displaystyle v} (tj. takich, że {\displaystyle \{v,u\}\notin E(G)}), to graf {\displaystyle G} posiada drogę Hamiltona.

## Dowód twierdzenia
Dowód nie wprost. Przypuśćmy, że twierdzenie jest fałszywe, czyli dla pewnej liczby {\displaystyle n} istnieje kontrprzykład {\displaystyle G} – graf, który spełnia założenie twierdzenia, ale nie jest Hamiltonowski. Spośród wszystkich takich grafów rozpatrzmy te, które mają najmniejszą liczbę wierzchołków, a spośród nich (grafów) taki, dla którego wartość {\displaystyle |E(G)|} jest maksymalna. Jest to podgraf pełnego grafu hamiltonowskiego {\displaystyle K_{n}.} Dodanie do {\displaystyle G} krawędzi z grafu {\displaystyle K_{n}} daje w wyniku graf, który nadal spełnia założenia twierdzenia i który ma więcej niż {\displaystyle |E(G)|} krawędzi, a więc ze względu na wybór grafu {\displaystyle G} tak powstały graf będzie miał cykl Hamiltona. To znaczy, że {\displaystyle G} musi mieć (przynajmniej) drogę Hamiltona, określoną przez pewien ciąg wierzchołków, {\displaystyle v_{1},v_{2},\dots ,v_{n}.} Ponieważ {\displaystyle G} nie ma cyklu Hamiltona, to nie istnieje krawędź łącząca {\displaystyle v_{1}\ i\ v_{n}.} Z kolei z założenia wiemy, że:
{\displaystyle \deg(v_{1})\ +\deg(v_{n})\geqslant n.}
Można teraz zdefiniować podzbiory zbioru {\displaystyle \{2,3,\dots ,n\}} takie, że:
{\displaystyle S_{1}\ =\ \{i:\ \{v_{1},v_{i}\}\in E(G)\}}
i
{\displaystyle S_{n}\ =\{i:\{v_{i-1},v_{n}\}\in E(G)\},}
wtedy:
{\displaystyle |S_{1}|\ =\deg(v_{1})} i {\displaystyle |S_{n}|\ =\deg(v_{n}).}
Ponieważ:
{\displaystyle |S_{1}|+|S_{n}|\geqslant n}
i zbiór
{\displaystyle S_{1}\cup S_{n}}
ma co najwyżej {\displaystyle n-1} elementów, a więc zbiór {\displaystyle S_{1}\cap S_{n}} musi być niepusty. Istnieje więc liczba {\displaystyle i,} dla której istnieją krawędzie {\displaystyle \{v_{1},v_{i}\}\ i\ \{v_{i-1},v_{n}\}.} Wtedy droga:
{\displaystyle v_{1},\dots ,v_{i-1},v_{n},\dots ,v_{i},v_{1}}
jest cyklem Hamilotona w grafie {\displaystyle G,} sprzeczność. QED.